# 김황식 (법조인)
김황식(金滉植, 1948년 8월 9일~)은 대한민국의 대법관을 지낸 법조인이며, 제41대 국무총리를 역임하였다.

## 생애
김황식은 전라남도 장성군에서 태어났고, 광주제일고등학교와 서울대학교 법과대학을 졸업했다. 사법시험 합격 후 여러 곳에서 판사로 재직했으며, 2000년 ~ 2003년 서울고등법원 부장판사, 2004년 광주지방법원장, 2004년 ~ 2005년 법원행정처 차장을 거쳐 2005년 ~ 2008년 대법관으로 재직 중 2008년 9월 제21대 감사원장으로 임명되어 2010년 9월까지 역임하였다.
서울형사지법 합의23부 부장판사로 재직할 때인 1994년 7월 27일 「노동계급 해방을 위해 투쟁하는 사회주의자들」에 가입, 활동한 혐의로 구속기소된 이정임 피고인(24·여)에 대한 선고공판에서 『자본주의가 현실적으로 겪고 있는 자본집중, 실업, 빈곤, 제국주의전쟁 등 많은 모순과 병폐를 극복하기 위한 대안으로 사회주의가 출현했다』고 전제하면서 『헌법 제9장에서 경제규제와 조정및 사기업의 국·공유화를 허용한 것은 사회주의적 요소를 도입한 것입니다 이처럼 인간의 이기심을 억제하고 박애정신을 실현하려는 노력을 통해 자본주의는 성공의 기틀을 마련했다 』고 하는 등 법정에서 장시간에 걸쳐 사상 강연을 하기도 했다.
김황식은 2010년 김태호 국무총리 내정자의 자진사퇴 후 유력 후보자로 거론되다가 9월 16일 국무총리 후보로 지명되었고, 국회 임명동의를 위한 인사청문회는 9월 29일 열렸으며, 10월 1일 임명 동의안이 가결되어 총리 임명장이 수여되었다.
2012년 6월 26일 국무회의 즉석 안건으로 처리된 '한일 군사협정(일명 한일 정보 보호 협정)'을 비밀리에 날치기 한 것이 밝혀져 127명의 의원이 해임건의안을 제출했지만 부결되었다.

## 일화

### 긴급조치 9호 사건 관련
1975년 5월 13일부터 시행된 긴급조치 9호로 인해 1975년 유신반대 운동으로 고려대 사학과에서 제적되었던 민주통합당의 설훈 의원이 1977년 긴급조치 9호 위반으로 징역 2년 6개월을 선고받았는데 당시 초년생 판사였던 김황식은 재판합의부에서 그 재판에 배석판사로 관여를 하였고 긴급조치 조항과 형법의 조항을 근거로 판결을 내렸다.
그로부터 35년 뒤인 2012년 9월 6일에 설훈과 김황식은 대정부질문에서 유신체제에 대한 설전을 벌였다. 설훈이 유신체제 당시의 긴급조치 9호 위반으로 징역을 살았던 자신의 과거와 당시 판결에 관여했던 김황식을 언급하며 그에 대한 생각을 묻자, 김황식은 "자신을 포함한 사법부가 죄송하게 생각하며 반성함을 수차례 밝혔다."고 말했고, 이에 설훈은 즉각 "사과를 받아들이겠다."고 답하였다.

## 경력
- 1972년: 제14회 사법시험 합격
- 1974년 9월 ~ 1977년 1월: 서울민사지방법원 판사
- 1977년 1월 ~ 1980년: 서울형사지방법원 판사
- 1980년 ~ 1981년: 대전지방법원 서산지원 판사
- 1980년 ~ 1981년: 대전지방법원 서산지원 판사
- 1983년: 서울민사지방법원 판사
- 1983년 ~ 1985년: 법원행정처 법정심의관
- 1985년 3월 ~ 1988년 7월: 서울고등법원 판사
- 1988년 ~ 1989년: 대법원 재판연구관
- 1989년 4월 ~ 1991년 2월: 전주지방법원 부장판사
- 1991년 2월 ~ 1993년 3월: 서울가정법원 부장판사
- 1991년 2월 ~ 1993년 2월: 법원행정처 법정국장
- 1996년 2월 ~ 1997년 2월: 광주고등법원 부장판사
- 1997년 2월 ~ 2000년 2월: 대법원 선임재판연구관
- 2000년 2월 ~ 2004년 2월: 법원행정처 기획조정실장
- 2000년 2월 ~ 2003년 9월: 서울고등법원 부장판사
- 2004년 2월 ~ 2005년 2월: 광주지방법원장
- 2005년 2월 ~ 2005년 11월: 법원행정처 차장
- 2005년 11월 ~ 2008년 9월: 대법원 대법관
- 2008년 9월 ~ 2010년 9월: 제21대 감사원장
- 2009년 10월: 아시아감사원장회의 총장
- 2010년 10월 ~ 2013년 2월: 제41대 국무총리
- 2014년 3월 ~ 2017년 2월: 새누리당 당원
- 2014년 9월 ~ 2015년 7월: 2015 광주하계유니버시아드대회조직위원회 공동위원장
- 2017년 2월 ~ 2019년 2월: 자유한국당 당원
- 2017년 7월 ~ : 제10대 안중근의사숭모회 이사장
- 2018년 12월 ~ : 호암재단 이사장
- 2019년 4월 ~ : 보다나은미래를위한 반기문재단 고문
- 2020년 8월 ~ : 삼성문화재단 이사장
- 서울대학교 총동창회 고문
- 변호사김황식법률사무소 대표번호사
- 2023년 2월 ~ 2023년 5월 6·25 전쟁 정전 70주년 사업 고문위원
- 국민통합위원회 고문단
- 2023년 6월 ~ : 이승만대통령기념재단 이사장
- 이승만대통령기념관 건립추진위원회 위원장

## 가족
- 아버지 김원만(작고): 한학자, 장성향교의 전교(典校·향교를 대표해 각종 행사를 주관하는 직책)
- 큰형 김광식(작고): 의사, 우성병원원장
- 둘째형 김강식: 농촌진흥청 차장, 한국육류수출협회 회장 역임, 한국육류유통수출입협회 고문
- 셋째형 김흥식(작고): 장성군수 3기 역임
- 큰누나 김효식(작고): 교원
- 둘째누나 김향식: 일진그룹 허진규 회장의 부인
- 셋째누나 김필식: 동신대학교 총장

## 비판
- 김황식은 대법관 재직 시절 '진실과 화해를 위한 과거사 위원회(진실화해위)'에서 유신시절 긴급조치 판결에 참여했던 판사 492명의 실명을 공개했는데, 현직 대법관, 판사들이 포함되어 있어 비난을 면하기 어려웠다.[6]
- 김황식은 후쿠시마 제1 원자력 발전소 사고 이후 빗물의 방사능 오염 가능성에 대해 일축하며 인체에 안전하다는 발언을 했다. 이에 일부 네티즌들이 비판하였다.[7]
- 문화권력 균형화 전략
  - 2012년 7월 21일 이상호 기자의 < 발뉴스 >를 통해 공개된 청와대의 '문화권력 균형화 전략' 문건에 대해 김황식 국무총리는 "처음 듣는 말"이라고 밝혔다. 민주통합당 정청래 의원은 2012년 7월 23일 오전 대정부질의에서 '문화권력 균형화 전략' 문건에 대해 "청와대 기획관리비서관실에서 작성한, 소위 문화권력 균형화 전략, 좌파 문화예술인사들 숙청하고자 하는 문건"이라며 "한국판 문화대혁명을 하자는 것이냐? 여기에 연루된 사람들 조사해야 하는 것 아니냐"고 말했다.
  - '문화권력 균형화 전략'은 청와대가 민정수석실, 국정원, 기획재정부, 방송통신위원회와 같은 국가기관은 물론 일부 언론을 동원해 임기 5년간 문화계 인사들에 대한 강제 퇴출을 주도한 내용이 담긴 내부 문건으로, 좌파 문화권력 척결 방안과 함께 이른바 '건전세력' 양성을 위한 대안을 담고 있었다. 청와대 시각에서 좌파문화 단체들의 지원을 끊거나 축소하고 우파문화 단체들을 육성하자는 것이었다.
  - 또한 기업과 손을 잡고 우파 영화를 제작해야 한다는 내용과 메이저 신문과 협력해 '좌파 행적을 밝히는 기획물'을 연재한다는 계획도 포함돼 있어 충격을 줬다. 청와대와 행정기관, 기업과 보수언론이 문화예술계 전반을 통제하겠다는 의도가 담겨있기 때문이었다.
  - 그러나 이에 대해 김황식 총리는 "처음 듣는 말"이라며 "작성주체가 누구인지, 어떤 내용을 어떤 경위로, 어떻게 집행된 것인지 잘 알지 못한다"고 말했다. 이에 정 의원이 "지금 알아봐야 하는 것 아니냐"고 묻자 김 총리는 "알아볼 수는 있지만 실정법에 위반되는지 위법사항을 따져봐야 한다"고 말했다.[8]